# Kiel (Duitsland)

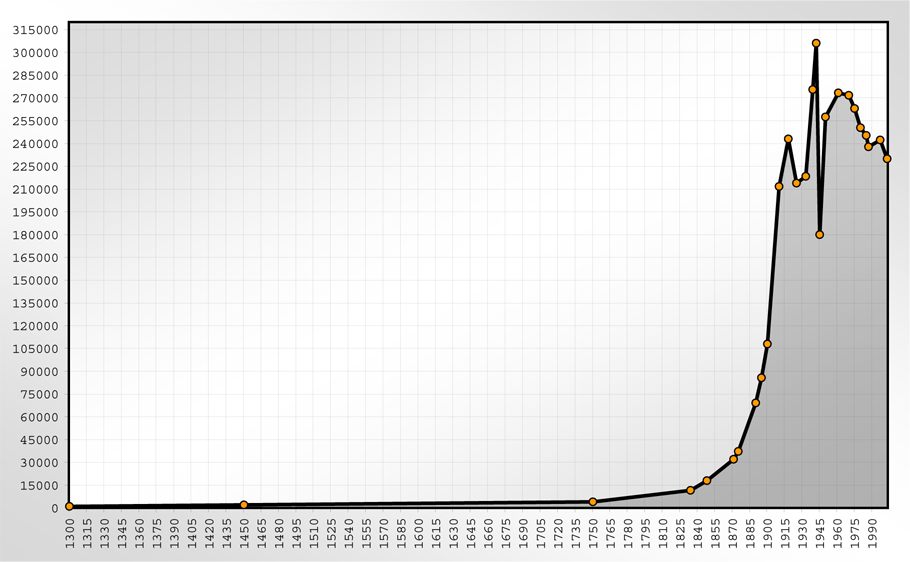
Bevolkingsontwikkeling

Kiel is een kreisfreie Stadt in het noorden van Duitsland. Het is de hoofdstad van de deelstaat Sleeswijk-Holstein. De havenstad telt 246.601 inwoners (31 december 2020) op een oppervlakte van 118,6 km². Kiel is gelegen aan de Kieler Förde, een zijarm van de Oostzee, aan het noordelijk begin van het Noord-Oostzeekanaal.
Kiel is een havenstad, waarvandaan veerdiensten naar de meeste grote Oostzeehavens worden onderhouden. Naast de economische activiteit in de haven is Kiel een grote universiteitsstad. De Christian Albrechts-Universiteit Kiel telt meer dan 20.000 studenten. Het belangrijkste station van de stad is Kiel Hauptbahnhof
In de Tweede Wereldoorlog werd Kiel, destijds een belangrijke marinehaven, zwaar getroffen door luchtbombardementen.

## Geschiedenis
De stad werd gesticht tussen 1233 en 1242 door graaf Adolf IV van Schaumburg en Holstein. Vermoedelijk was er al een nederzetting op de plaats voor deze tijd. Kiel trad later toe tot de Hanze. In 1329 was de stad al omringd door een stadswal en had destijds negen stadspoorten. Van 1806 tot 1815 behoorde Holstein en dus ook Kiel een tijd tot Denemarken, daarna werd het lid van de Duitse Bond. In 1885 telde de stad zo'n 50.000 inwoners en in 1900 overschreden ze de kaap van 100.000.
Tijdens de Tweede Wereldoorlog werd ongeveer 80% van de stad verwoest. Na de oorlog ving de stad nog lange tijd verdreven Duitsers uit de afgestane provincies op. De stad werd modern herbouwd en geldt als een schoolvoorbeeld van een Duitse verwoeste stad die niet meer over een echte Altstadt beschikt.

## Stadsdelen

Stadsdistricten en stadsdelen

Sinds 2010 officiële stadsdistricten, onderverdeeld in stadswijken (van 1-30 genummerd):
| - Mitte - 1 Altstadt - 2 Vorstadt - 3 Exerzierplatz ged. - 4 Damperhof - 11 Südfriedhof ged. - Ravensberg/Brunswik/Düsternbrook - 5 Brunswik - 6 Düsternbrook - 7 Blücherplatz - 9 Ravensberg - Wik - 8 Wik grotendeels - Schreventeich/Hasseldieksdamm - 3 Exerzierplatz ged. - 10 Schreventeich - 11 Südfriedhof ged. - 15 Hasseldieksdamm - Gaarden - 11 Südfriedhof z. T. - 12 Gaarden-Ost - 13 Gaarden-Süd en Kronsburg ged. - Hassee/Vieburg - 11 Südfriedhof ged. - 13 Gaarden-Süd en Kronsburg ged. - 14 Hassee ged. - Ellerbek/Wellingdorf - 16 Ellerbek - 17 Wellingdorf |  | - Holtenau - 18 Holtenau grotendeels - Pries-Friedrichsort - 18 Holtenau ged. - 19 Pries - 20 Friedrichsort - Neumühlen-Dietrichsdorf/Oppendorf - 21 Neumühlen-Dietrichsdorf - (incl. Siedlung Oppendorf) - Elmschenhagen/Kroog - 22 Elmschenhagen (met Kroog) - Suchsdorf - 8 Wik ged. - 23 Suchsdorf grotendeels - Steenbek-Projensdorf - 8 Wik ged. - 23 Suchsdorf ged. - Schilksee - 24 Schilksee - Mettenhof - 25 Mettenhof - Russee/Hammer/Demühlen - 14 Hassee ged. - 26 Russee - Meimersdorf/Moorsee - 27 Meimersdorf - 28 Moorsee - Wellsee/Kronsburg/Rönne - 13 Gaarden-Süd en Kronsburg ged. - 29 Wellsee - 30 Rönne |

## Cultuur

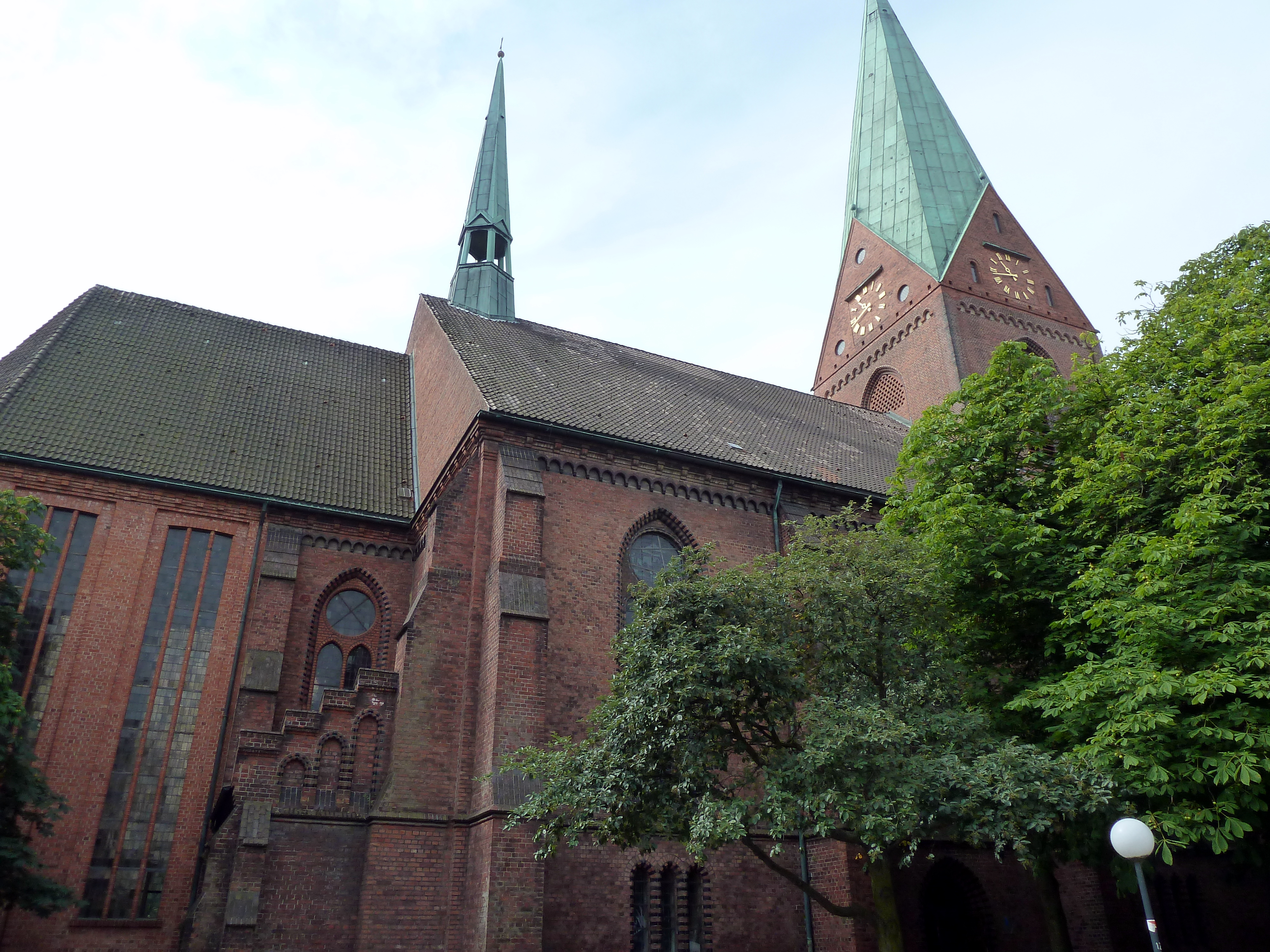
St. Nikolai-kirche

### Bezienswaardigheden

#### Kerken
- St. Nikolai aan de Alter Markt
- Petruskirche in het stadsdeel Wik

#### Musea
- Kunsthalle zu Kiel
- Schifffahrtsmuseum Kiel

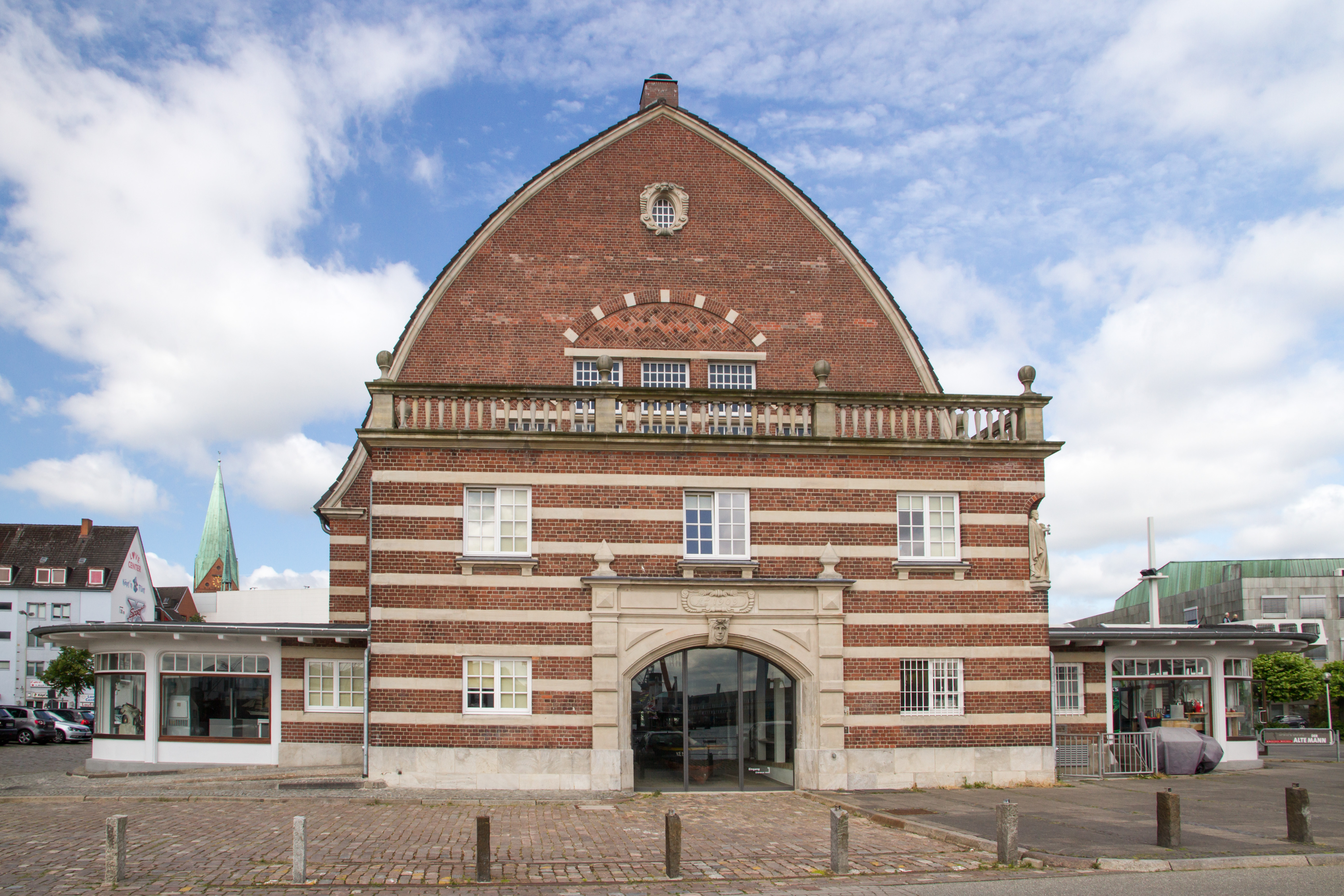
Schifffahrtsmuseum Kiel

- Warleberger Hof - Kielerstadtmuseum
- Zoologisches Museum Kiel
- Industriemuseum Howaldtsche Metallgießerei

### Sport
Kiel geniet ook bekendheid als zeilstad: de grootste zeilregatta van de wereld, de Kieler Woche, vindt er jaarlijks plaats en tweemaal (1936 en 1972) werden er in Kiel Olympische zeilwedstrijden gehouden.
Handbalclub THW Kiel is een van de succesrijkste van het land. In 2014 werd de negentiende landstitel binnengehaald en de club werd ook al drie keer Europees kampioen.
Holstein Kiel is de succesvolste voetbalclub van de stad. Ze werden landskampioen in 1912 en nog twee keer vicekampioen. Van 1903 tot 1963 was de club steevast in de hoogste klasse vertegenwoordigd, daarna slaagde de club er niet meer in terug te keren. Tot 1974 en van 1978 tot 1981 speelde de club nog in de tweede klasse. Daarna speelde de club voornamelijk in de derde, maar ook vierde klasse. In 2017 keerde de club terug naar de 2. Bundesliga en miste op een haar na de promotie. In 2024 slaagde de club hier alsnog in. 
De eerste voetbalclub van de stad was 1. Kieler FV 1900. In 1903 werd de Kielse competitie opgericht, een van de hoogste klassen van de Noord-Duitse voetbalbond. Holstein Kiel domineerde deze competitie en won alle titels. FC Kilia Kiel, de tweede club van de stad moest genoegen nemen met ereplaatsen. Vanaf de jaren twintig kwamen er steeds grotere competities waar nog teams als VfB Union-Teutonia 1908 Kiel en SpV Hohenzollern-Hertha Kiel deelnamen, maar na de hervormingen in 1933 bleef enkel Holstein Kiel over op het hoogste niveau.

## Geboren in Kiel
- Peter III van Rusland (1728-1762), tsaar van Rusland
- Frederik van Noer (1800-1865), prins van Sleeswijk-Holstein-Sonderburg-Augustenburg
- Detlev von Liliencron (1844-1909), dichter
- Max Planck (1858-1947), natuurkundige en Nobelprijswinnaar (1918)
- Eduard Schwartz (1858-1940), filoloog en historicus
- Adolf Werner (1886-1975), voetballer
- Ernst Möller (1891-1916), voetballer
- Ernst Busch (1900-1980), zanger
- Margit Carstensen (1940-2023), actrice
- Andreas Köpke (1962), voetballer en keeperstrainer
- Heike Henkel (1964), hoogspringster
- Francisco Copado (1974), voetballer
- Kjell Schneider (1976), beachvolleyballer
- Fin Bartels (1987), voetballer
- Sidney Sam (1988), voetballer
- Fabian Reese (1997), voetballer
- Laura Freigang (1998), voetbalster

## Galerij

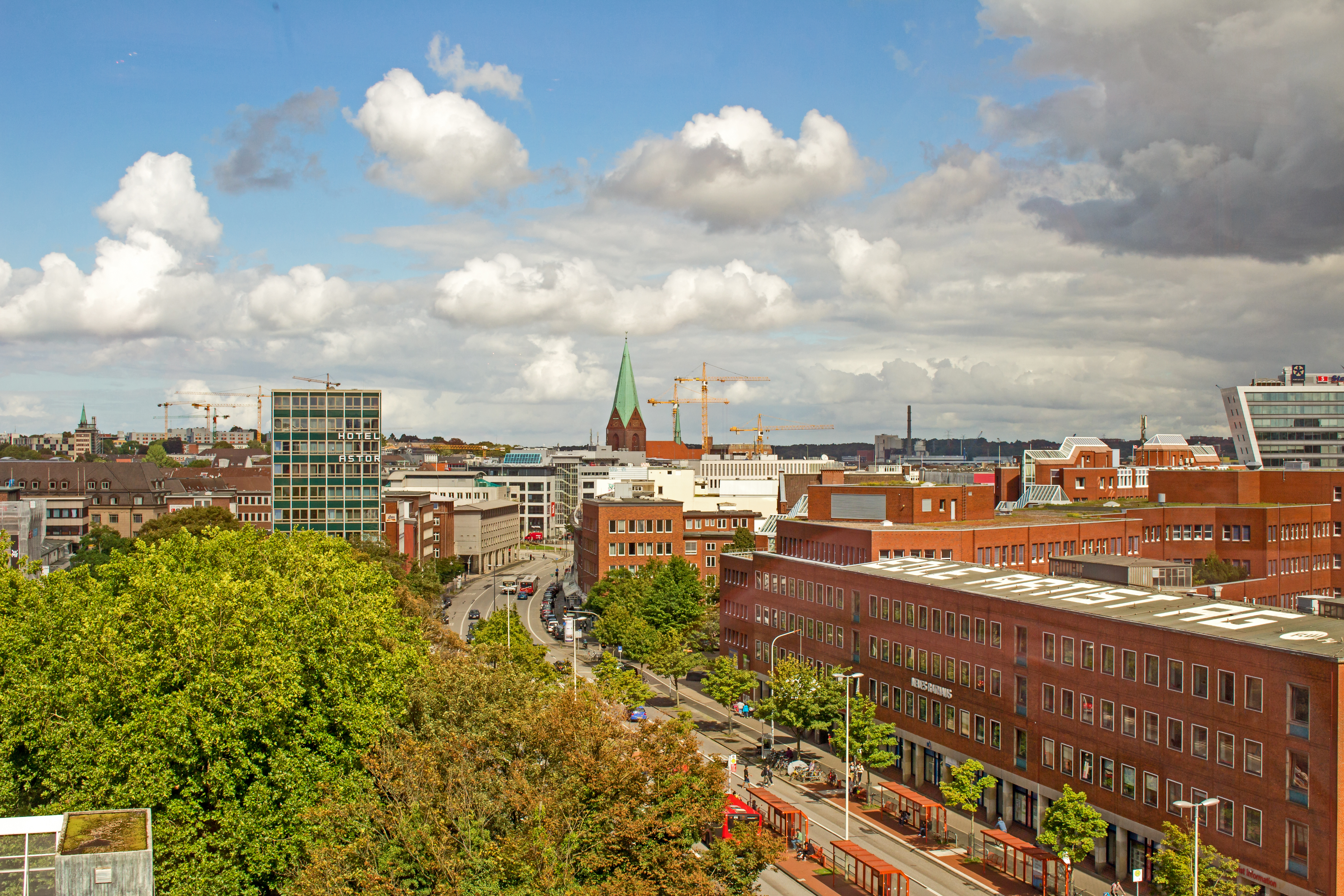
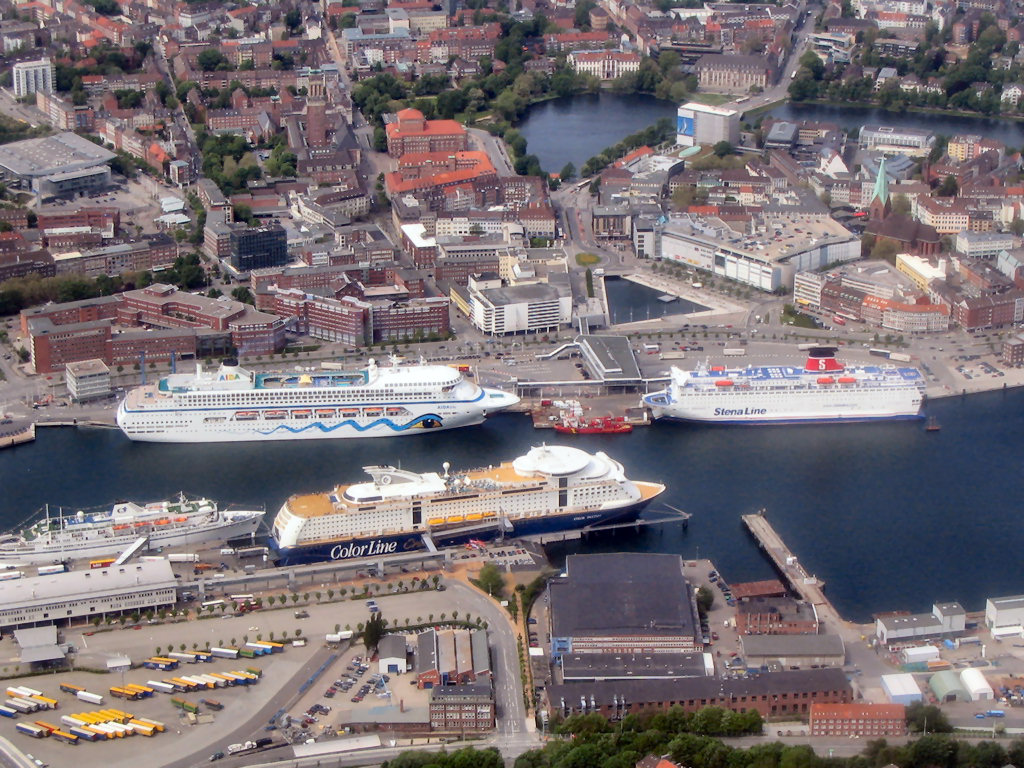
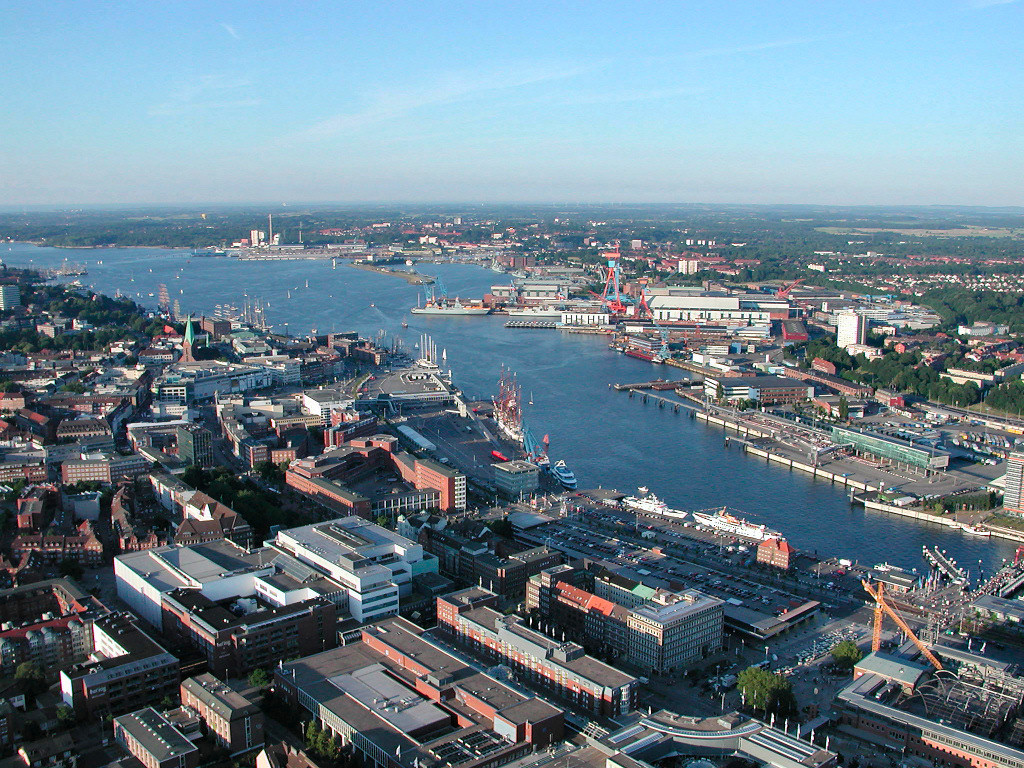
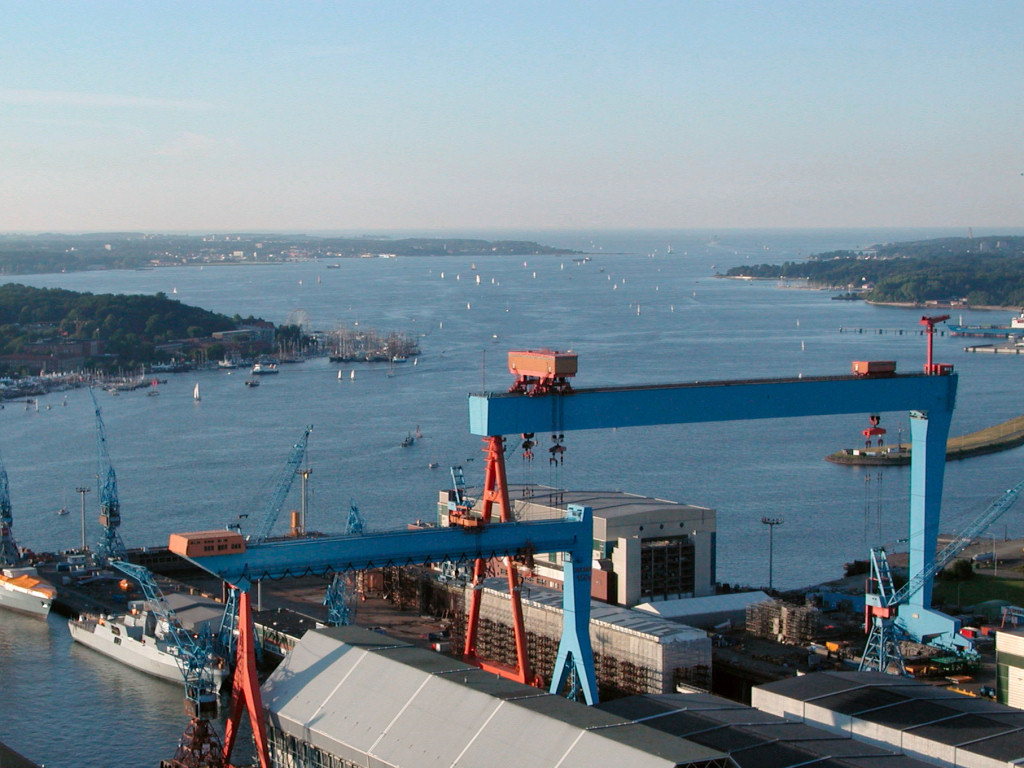